# More Than Words
"More Than Words" là bản ballad được sáng tác và trình bày bởi ban nhạc rock Extreme. Ca khúc được chơi guitar acoustic bởi Nuno Bettencourt cùng với phần hát của ca sĩ Gary Cherone (cùng phần hát bè bởi Bettencourt). "More Than Words" được phát hành lần đầu trong album Extreme II: Pornograffiti, đánh dấu sự chuyển mình của ban nhạc từ phong cách chủ đạo funk metal trước đây của họ. Ca khúc được miêu tả như "điều phúc lành và tai họa" bởi thành công toàn cầu, song chính vì thế ban nhạc buộc phải chơi nó trong mọi buổi diễn của mình.
Ca khúc sau này còn xuất hiện trong album Monster Ballads năm 1999.

## Danh sách ca khúc
CD maxi
1. "More Than Words" — 5:33
2. "Kid Ego" — 4:04
3. "Nice Place to Visit" — 3:16

7" single
1. "More Than Words (Remix)" — 3:43
2. "Nice Place to Visit" — 3:16

## Bảng xếp hạng
| Bảng xếp hạng (1991)                           | Vị trí cao nhất |
| ---------------------------------------------- | --------------- |
| Úc (ARIA)                                      | 2               |
| Áo (Ö3 Austria Top 40)                         | 13              |
| Bỉ (Ultratop 50 Flanders)                      | 1               |
| Canada Top Singles (RPM)                       | 1               |
| Finland (Suomen virallinen lista)              | 6               |
| Pháp (SNEP)                                    | 8               |
| Đức (GfK)                                      | 8               |
| Ireland (IRMA)                                 | 2               |
| Hà Lan (Dutch Top 40)                          | 1               |
| New Zealand (Recorded Music NZ)                | 1               |
| Na Uy (VG-lista)                               | 4               |
| Thụy Điển (Sverigetopplistan)                  | 4               |
| Thụy Sĩ (Schweizer Hitparade)                  | 3               |
| UK Singles (The Official Charts Company)       | 2               |
| US Billboard Hot 100                           | 1               |
| US Billboard Hot Mainstream Rock Tracks        | 12              |
| US Billboard Hot Adult Contemporary Tracks     | 2               |
| Bảng xếp hạng (2000)                           | Vị trí cao nhất |
| US Billboard Hot Adult Contemporary Recurrents | 20              |

| Bảng xếp hạng (1991)     | Vị trí |
| ------------------------ | ------ |
| Australian Singles Chart | 7      |
| Dutch Top 40             | 3      |
| Swiss Singles Chart      | 12     |
| U.S. Billboard Hot 100   | 7      |

| Bảng xếp hạng (1990–1999)  | Vị trí |
| -------------------------- | ------ |
| Canada (Nielsen SoundScan) | 68     |

## Chứng nhận
| Quốc gia                                                                                              | Chứng nhận | Số đơn vị/doanh số chứng nhận |
| --- | ---------- | ----------------------------- |
| Úc (ARIA)                                                                                             | Bạch kim   | 70.000^                       |
| Brasil (Pro-Música Brasil)                                                                            | Bạch kim   | 60.000‡                       |
| Canada (Music Canada)                                                                                 | Bạch kim   | 100.000^                      |
| Đan Mạch (IFPI Đan Mạch)                                                                              | Vàng       | 45.000‡                       |
| Ý (FIMI)                                                                                              | Vàng       | 35.000‡                       |
| Hà Lan (NVPI)                                                                                         | Vàng       | 75.000^                       |
| Tây Ban Nha (PROMUSICAE)                                                                              | Bạch kim   | 60.000‡                       |
| Thụy Điển (GLF)                                                                                       | Vàng       | 25.000^                       |
| Anh Quốc (BPI)                                                                                        | Bạch kim   | 600.000‡                      |
| Hoa Kỳ (RIAA)                                                                                         | Vàng       | 500.000^                      |
| ^ Chứng nhận dựa theo doanh số nhập hàng. ‡ Chứng nhận dựa theo doanh số tiêu thụ và phát trực tuyến. |            |                               |

## Bản của Westlife
Ban nhạc người Ireland Westlife hát lại ca khúc này trong album đầu tay Westlife và phát hành trong album quảng bá chỉ phát hành duy nhất tại Venezuela có tên Grandes Exitos, đạt vị trí số 3 tại quốc gia này. Đĩa đơn này cũng bao gồm những bản phối khí lại 3 ca khúc nổi tiếng nhất của ban nhạc.

### Bảng xếp hạng
| Bảng xếp hạng (2002)     | Vị trí cao nhất |
| ------------------------ | --------------- |
| Venezuelan Singles Chart | 3               |